# نوربرت نيميث
نوربرت نيميث (بالمجرية: Németh Norbert)‏ هو لاعب كرة قدم مجري في مركز الوسط، ولد في 5 مايو 1981 في بودابست في المجر. شارك مع منتخب المجر لكرة القدم. أما مع النوادي، فقد لعب مع توم تومسك وغيور تورنا أوزتالي ونادي أويبست ونادي بودابست هونفيد ونادي بودابست ونادي فاساس.

## وصلات خارجية
- نوربرت نيميث على موقع قاعدة بيانات كرة القدم.إي يو (الإنجليزية)
- نوربرت نيميث على موقع ناشيونال فوتبول تيمز (الإنجليزية)
- نوربرت نيميث على موقع Soccerway.com (الإنجليزية)